# Мью, Джек
Джон Уи́льям Мью (англ. John William Mew; 30 марта 1889 — 27 октября 1963), более известный как Джек Мью — английский футболист, вратарь.

## Футбольная карьера
Джек Мью родился в Сандерленде, где начал играть в футбол за школьную команду. В июле 1912 года подписал контракт с клубом «Манчестер Юнайтед». Его дебют за «Юнайтед» состоялся 26 октября 1912 года в матче против «Мидлсбро». Мью выступал за «Юнайтед» до 1926 года, проведя за клуб 199 матчей.
В 1926 году Мью перешёл в клуб «Барроу», в котором провёл один сезон, после чего завершил карьеру игрока.
Джек Мью провёл один матч за сборную Англии: 23 октября 1920 года он сыграл против сборной Ирландии. Мью сохранил свои ворота «сухими», а матч завершился победой англичан со счётом 2:0.
После завершения карьеры игрока Мью работал тренером в бельгийских клубах.

## Статистика выступлений за «Манчестер Юнайтед»
| Клуб              | Сезон            | Лига | Лига  | Кубок Англии | Кубок Англии | Итого | Итого |
| Клуб              | Сезон            | Игры | Голы  | Игры         | Голы         | Игры  | Голы  |
| ----------------- | ---------------- | ---- | ----- | ------------ | ------------ | ----- | ----- |
| Манчестер Юнайтед | 1912/13          | 1    | −3    | 0            | 0            | 1     | −3    |
| Манчестер Юнайтед | 1913/14          | 2    | −5    | 0            | 0            | 2     | −5    |
| Манчестер Юнайтед | 1914/15          | 1    | −2    | 0            | 0            | 1     | −2    |
| Манчестер Юнайтед | 1919/20          | 42   | −50   | 2            | −2           | 44    | −52   |
| Манчестер Юнайтед | 1920/21          | 40   | −67   | 2            | −3           | 42    | −70   |
| Манчестер Юнайтед | 1921/22          | 41   | −70   | 1            | −4           | 42    | −74   |
| Манчестер Юнайтед | 1922/23          | 41   | −36   | 3            | −5           | 44    | −41   |
| Манчестер Юнайтед | 1923/24          | 12   | −16   | 0            | 0            | 12    | −16   |
| Манчестер Юнайтед | 1924/25          | 0    | 0     | 0            | 0            | 0     | 0     |
| Манчестер Юнайтед | 1925/26          | 6    | −12   | 5            | −7           | 11    | −19   |
| Манчестер Юнайтед | Итого            | 186  | −261  | 13           | −21          | 199   | −282  |
| Барроу            | 1926/27          | 29   | −?    | 1            | −?           | 30    | −?    |
| Барроу            | Итого            | 29   | −?    | 1            | −?           | 30    | −?    |
| Всего за карьеру  | Всего за карьеру | 215  | −261+ | 14           | −21+         | 414   | −282+ |

## Личная жизнь
Джек Мью со своей женой жил в Стретфорде. Его единственный сын, Аллен Сирил, служил в Королевских ВВС во время Второй мировой войны и был убит во время тренировки молодых пилотов.